# Jorapokhar
Jorapokhar è una suddivisione dell'India, classificata come census town, di 85.218 abitanti, situata nel distretto di Dhanbad, nello stato federato del Jharkhand. In base al numero di abitanti la città rientra nella classe II (da 50.000 a 99.999 persone).

## Geografia fisica
La città è situata a 23° 42' 56 N e 86° 23' 35 E.

## Società

### Evoluzione demografica
Al censimento del 2001 la popolazione di Jorapokhar assommava a 85.218 persone, delle quali 46.006 maschi e 39.212 femmine. I bambini di età inferiore o uguale ai sei anni assommavano a 11.678, dei quali 5.967 maschi e 5.711 femmine. Infine, coloro che erano in grado di saper almeno leggere e scrivere erano 55.792, dei quali 34.233 maschi e 21.559 femmine.